# Adán y Eva
Adán y Eva fou un programa de televisió de cites emès per la cadena espanyola Cuatro entre el 24 d'octubre de 2014 i el 9 de desembre de 2015, produït per Eyeworks Cuatro Cabezas i presentat per la periodista Mónica Martínez.
El desembre de 2014 Cuatro renovà la llicència del programa per emetre una segona temporada, amb la característica de ser filmada en una illa de les Filipines. L'agost del 2015, després de l'èxit de la primera temporada, es va confirmar un nou programa de debat presentat per Mónica Martínez a Cuatro anomenat Pecadores que es va començar a emetre el 17 de setembre de 2015 en horari nocturn.